# Serchhip (huyện)
Huyện Serchhip là một huyện thuộc bang Mizoram, Ấn Độ. Thủ phủ huyện Serchhip đóng ở Serchhip. Huyện Serchhip có diện tích 1424 ki lô mét vuông. Đến thời điểm năm 2001, huyện Serchhip có dân số 55539 người.